# Turbă

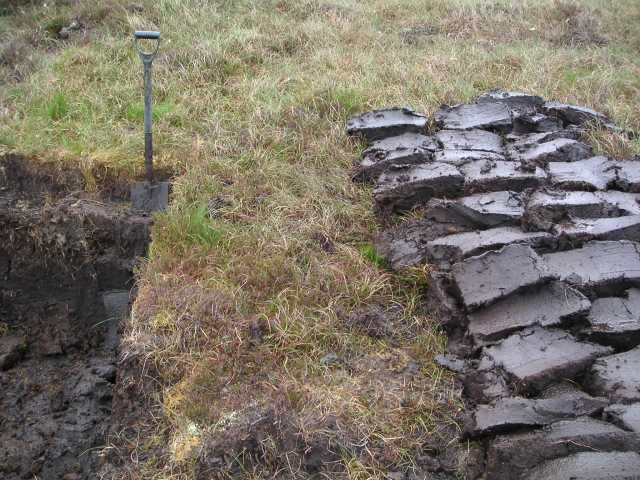
Exploatarea artizanală a turbei în Scoţia

Turba este o varietate de cărbune inferior, o rocă sedimentară de culoare cafenie-închisă sau neagră, care s-a format prin descompunerea lentă și carbonizarea parțială a materialului vegetal acumulat în mlaștini neaerisite, care se întrebuințează drept combustibil și, în special, ca îngrășământ natural.
Un loc mlăștinos, bogat în vegetație, din ale cărei resturi se formează turba, respectiv o regiune bogată în turbă, poartă denumirea de turbărie.
Depozite majore de turbă se găsesc în nordul Europei continentale, din Germania (peste 400.00 ha de turbării) până în Belgia, dar și în Anglia, Irlanda, Scandinavia și Estonia.

## Utilizarea turbei
Turba poate fi folosită în industrie, agricultură, centrale electrice etc. Prin prelucrarea turbei se obțin diverse produse chimice. De exemplu, prin distilarea ei, se obține gudronul de turbă, iar prin uscarea forțată a turbei și impregnarea ei cu petrol rezultă un combustibil foarte bun. Turba se utilizează ca îngrășământ în agricultură, iar în construcții este folosită ca izolator termic la geamuri sau pivnițe etc., ca așternut absorbant sau sub forma de plăci ori cărămizi de construcție. De asemenea, fibrele și praful de turbă sunt adesea utilizate la ambalarea obiectelor fragile.

#### Îngrășământ
Folosirea turbei în agricultură și horticultură îmbunătățește structura solului, crește capacitatea de reținere a apei. Solul devine mai aerisit și reține mai bine elementele nutritive. Se folosește mai ales pentru îmbunătățirea solului în grădini, spații verzi și pentru pregătirea substraturilor de creștere a plantelor.
Esențiale sunt capacitate de absorbție ridicată pentru apă, de 700-800%, și capacitatea ridicată de schimb ionic. Capacitatea ridicată de reținere a apei și de absorbție minerală face ca turba să funcționeze ca un rezervor de apă și hrană eliberând din complexul absorbant substanțele minerale pe măsura consumului.
După calitățile sale de îngrășământ natural, turba este clasificată astfel:
- turbă oligotrofă (săracă în materii nutritive)
- turbă mezotrofă (de tranziție)
- turbă eutrofă (bogată în materii nutritive)

#### Combustibil
Turba constituie prima etapă în formarea cărbunilor și nu este chiar un cărbune în adevăratul sens al cuvântului, dar poate fi considerată un cărbune “nematurat”. Turba proaspăt extrasă conține 90% umiditate și 10% solid. Poate fi utilizată drept combustibil după o uscare prealabilă. Puterea calorifică a turbei, cu o valoare de aproximativ de 20 MJ/kg, este ceva mai mare decât cea a lemnului.
Turba uscată și brichetată se folosește drept combustibil casnic.

#### Acvaristică
Turba albă de mlaștină este un excelent material filtrant, care poate să rețină cele mai fine substanțe în suspensie în apa pentru acvariu. Compartimentul de filtrare cu turbă se montează după filtrul intermediar pentru substanțe grosiere, care este confecționat din vată sau burete.